# PZL-130 Orlik
PZL 130 Orlik (orlič) je poljsko turbopropelersko šolsko vojaško letalo, ki so ga zasnovali v 1980ih za Poljske letalske sile. Projekt je vodil glavni inženir podjetja PZL - Andrzej Frydrychewicz. 
Orlik naj bi nadomestil starejše PZL-110 Koliber. PZl 130 je bil grajen skladu z ameriškimi FAR 23 predpisi, kar bi olajšalo prodajo na tuje trge, vendar do tega ni prišlo. Sprva naj bi ga poganjali poljsko grajeni zvezdasti motorji, vendar so se potem odločili za turbopropelerske.

## Specifikacije (PZL-130TC II Orlik)
Splošne značilnosti
- Posadka: 2
- Dolžina: 9,3 m (30 ft 6 in)
- Razpon kril: 10 m (32 ft 10 in)
- Višina: 3,53 m (11 ft 7 in)
- Površina kril: 14,56 m2 (156,7 sq ft)
- Teža praznega letala: 1.825 kg (4.023 lb)
- Bruto teža: 2.400 kg (5.291 lb)
- Maks. vzletna teža: 2.950 kg (6.504 lb)
- Pogon letala: 1 × Pratt & Whitney Canada PT6A-25C turboprop, 560 kW (750 shp)

Zmogljivost
- Maks. hitrost: 550 km/h (342 mph; 297 kn)
- Potovalna hitrost: 490 km/h (304 mph; 265 kn)
- Doseg: 2.200 km (1.367 mi; 1.188 nmi)
- Višina leta: 10.000 m (32.808 ft)
- Hitrost vzpenjanja: 14,4 m/s (2.830 ft/min)

Oborožitev

- Pritrditvena mesta: 6 s kapaciteto 700 kg (1.500 lb),